# 小车河街道
小车河街道是中华人民共和国贵州省貴陽市南明区下辖的一个街道办事处。2023年2月18日将原小车河街道秀园社区、兰花社区、广场社区、花绘社区、都会大街社区、金园社区、花园社区、公园中路社区划由兰花都街道管辖。

## 行政区划
小车河街道下辖以下村级行政区划单位：
花都社区、延秀社区、都会大街社区、公园中路社区、古楼社区、延都社区、金园社区、花园社区、彩园社区、丽园社区、广场社区、花绘社区、兰花社区、秀园社区、花绣社区。
2023年2月18日行政区划调整后，小车河街道辖花绣社区、花都社区、延都社区、古楼社区、丽园社区、延秀社区、彩园社区、花锦社区、富园社区。